# 马库斯·舍雷尔
马库斯·舍雷尔（德語：Markus Scherer，1962年6月20日—），德国男子摔跤运动员。他曾代表西德参加1984年和1988年夏季奥林匹克运动会摔跤比赛，其中1984年奥运会获得一枚银牌。